# Kretaheivlinder
De Kretaheivlinder (Hipparchia cretica) is een vlinder uit de onderfamilie Satyrinae van de familie Nymphalidae, de vossen, parelmoervlinders en weerschijnvlinders.
De Kretaheivlinder komt alleen voor op Kreta. De vlinder vliegt op hoogtes tot 1500 meter boven zeeniveau. De habitat is vooral struweel, maar ook bijvoorbeeld olijfboomgaarden.
Hij vliegt in een jaarlijkse generatie van mei tot augustus.